# 张广智 (1961年)
张广智（1961年8月—），男，汉族，山东阳谷人，中华人民共和国政治人物。山东大学物理系半导体专业毕业，理学学士。

## 生平
1979年9月，在山东大学物理学系半导体专业学习。1983年7月大学毕业，后进入中华人民共和国广播电视部，历任团委干事、副书记，总编室编辑、国内宣传处负责人。1985年5月加入中国共产党。1990年调入中共中央宣传部办公厅副处级秘书、正处级秘书（服务时任部长丁关根）、值班室主任、秘书处处长、助理巡视员兼秘书处处长。
2001年10月，任中共天水市委副书记。2005年1月，任天水市代市长（3月当选）。2008年2月，任中共甘肃省委组织部常务副部长（正厅级）。2013年1月，任甘肃省人民政府副省长。
2014年4月，任中共贵州省委常委、宣传部部长。
2016年11月，任中共陕西省委常委、组织部部长。2022年1月，当选为陕西省政协副主席。2023年1月，届满卸任。